# Mont Paramont
De Mont Paramont is een 3301 meter hoge berg in de Italiaanse regio Aostadal.
De berg maakt deel uit van het Rutormassief waartoe ook de Testa del Rutor behoort en de Becca du Lac die op de grens met Frankrijk ligt. Dit gebergte scheidt het dal van La Thuile met het ongerept Valgrisenchedal. De top van de Monte Paramont is getooid met de gletsjer Tête-de-Paramont.
Langs de berg voert het Hoge Pad van het Aostadal nr. 2. De zware etappe begint vanuit het westen in La Thuile en passeert vervolgens de berghut Albert Deffeyes (2494 m) en de Planavalpas (3010 m) die niet ver van de top ligt. Hierna volgt een lange en vaak steile afdaling langs de gletsjer Château Blanc naar La Clusaz in het Valgrisenchedal.